# البیر
البیر (به عربی: البیر) یک منطقهٔ مسکونی در عربستان سعودی است که در استان ریاض واقع شده‌است.

## خصوصیات
البیر ۷۰۰ متر بالاتر از سطح دریا واقع شده‌است.